# Fade to Black (chanson de Metallica)
Pour les articles homonymes, voir Fade to Black.
Singles de Metallica
Jump in the Fire
(1984) Creeping Death
(1984)
Fade to Black est une chanson du groupe de thrash metal Metallica apparaissant sur leur deuxième album, Ride the Lightning (1984). Elle fut la première ballade musicale sortie par le groupe. Elle a été classée 24e meilleur solo de guitare jamais fait par les lecteurs du magazine Guitar World.

## Contexte
La chanson a été écrite par James Hetfield lorsque le groupe s'est fait voler son matériel juste après un concert à Boston, la veille de leur première tournée en Europe.

## Reprise
La chanson a été reprise par Sonata Arctica, par le groupe Apocalyptica sur leur album Inquisition Symphony, par le groupe Apoptygma Berzerk sur leur album Welcome to Earth et également par le groupe Disturbed.

## Remarques
- De nombreuses similitudes peuvent être notées avec la chanson du groupe Black Sabbath A National Acrobat présente sur l'album Sabbath Bloody Sabbath.
- La plus grande ressemblance étant celle entre le riff à la fin de la chanson (juste avant le solo) et le riff final qui clôt l'album Vol.4 de Black Sabbath dans la chanson Under the sun.